# Agrégation de langues de France
L'agrégation de langues de France est une section spécifique de l'agrégation de l'enseignement du second degré, dont le premier concours a eu lieu en 2018.

## Historique
Il existe depuis plusieurs années des CAPES pour sept langues régionales (création du CAPES de breton en 1985).
En juillet 2016, le Premier ministre Manuel Valls annonce la création d'une agrégation de « langue et culture corses » lors d'un déplacement en Corse.
Cette nouvelle spécialité de l'agrégation est finalement créée en mars 2017 par la ministre de l'Éducation Najat Vallaud-Belkacem, avec sept langues régionales différentes (les mêmes que celles concernées par le CAPES) :
- le basque ;
- le breton ;
- le catalan ;
- le corse ;
- le créole ;
- l'occitan-langue d'oc ;
- le tahitien.

En 2018, un premier concours externe s'est déroulé pour trois langues (breton, corse et occitan), avec une place pour chaque.
En 2019, un nouveau concours sera organisé pour trois langues, dont deux dont ce sera le premier concours en externe (basque et catalan) et une dont ce sera le premier concours interne (occitan).

## Nombre de places
| Langue   | 2018 | 2019 | 2020 | 2021 | 2022 | 2023 | 2024 |
| -------- | ---- | ---- | ---- | ---- | ---- | ---- | ---- |
| Basque   |      |      |      |      |      | 0    |      |
| Breton   | 1    | 0    |      |      |      | 1    | 3    |
| Catalan  |      |      |      |      |      | 0    |      |
| Corse    | 1    |      |      |      |      | 1    |      |
| Créole   |      |      |      |      |      | 1    |      |
| Occitan  | 1    |      | 2    |      |      | 1    |      |
| Tahitien |      |      |      |      |      | 1    |      |

## Sections

### Breton
Le premier concours de l'option breton s'est déroulé en 2018, avec une seule place à pourvoir, comme pour le corse et l'occitan. Il y a eu 46 inscrits pour le breton. L'Université de Rennes 2 et l'Université de Bretagne Occidentale ont proposé une préparation au concours.
Il n'y aura pas de concours en breton en 2019.
En 2024, il y aura 3 postes ouverts : 2 pour l'agrégation interne, et 1 au Caer.
|                                      | 2018 | 2019 | 2020 | 2021 | 2022 | 2023 | 2024 | 2025 |
| ------------------------------------ | ---- | ---- | ---- | ---- | ---- | ---- | ---- | ---- |
| Agrégation externe                   | 1    | 0    | 0    | 1    | 0    | 1    | 0    | 0    |
| Agrégation interne                   | 0    | 0    | 0    | 0    | 1    | 0    | 2    | 1    |
| Caer - Agrégation (concours interne) | 0    | 0    | 0    | 0    | 0    | 0    | 1    | 1    |
| Total                                | 1    | 0    | 0    | 1    | 1    | 1    | 3    | 2    |

### Corse
Le premier concours de l'option corse s'est déroulé en 2018, avec une seule place à pourvoir, comme pour le breton et l'occitan. Il y a eu 14 inscrits pour le corse. Le premier lauréat de l'agrégation de corse est Marceddu Jureczek, déjà professeur certifié,.
Un deuxième concours aura lieu en 2019.

### Occitan-langue d'oc
Le premier concours de l'option occitan-langue d'oc s'est déroulé en 2018, avec une seule place à pourvoir, comme pour le corse et le breton. Il y a eu 49 inscrits pour l'occitan
Il y a eu un concours interne en occitan en 2019 avec deux postes.

### Basque
Le premier concours de l'option basque se déroulera en 2019.

### Catalan
Le premier concours de l'option catalan se déroulera en 2019.

### Créole
Le premier concours de l'option créole doit se dérouler en 2020.

### Tahitien
Le premier concours de l'option tahitien doit se dérouler en 2020.